# Craig Bickhardt
Craig Bickhardt, född 1954, är en amerikansk countrysångare, gitarrist och låtskrivare. Han slog igenom 1983 då två av hans låtar användes i filmen På nåd och onåd. Utöver sin solokarriär har han bland annat medverkat i trion Schuyler, Knobloch & Bickhardt och skrivit låtar åt en mängd andra artister.

## Diskografi
Album
- 1987 – No Easy Horses (som Schuyler, Knobloch & Bickhardt)
- 1993 – Precious Child (med Thom Schuyler)
- 2001 – Easy Fires
- 2006 – Idlewheel (med Jack Sundrud)
- 2007 – No Road Back
- 2009 – Brother to the Wind
- 2011 – Live at Sellersville Theater (livealbum)
- 2014 – The More I Wonder

Singlar
- 1984 – "You Are What Love Means to Me" (Tender Mercies soundtrack)

Album som Schuyler, Knobloch & Bickhardt
- 1987 – No Easy Horses

Singlar som Schuyler, Knobloch & Bickhardt
- 1987 – "This Old House"
- 1988 – "Givers and Takers"
- 1988 – "Rigamarole"